# Маргарет (фильм)
«Маргаре́т» (англ. Margaret [mɑːɡəˈrɛt]) — американский драматический художественный фильм режиссёра Кеннета Лонергана, снятый по его собственному сценарию. Лента была снята ещё в 2006 году, но на экраны вышла лишь в 2011 году.

## Сюжет
В фильме рассказывается о старшекласснице нью-йоркской школы по имени Лиза Коэн, которая стала свидетельницей ужасной автобусной аварии, последствия которой повлияли на её жизнь из-за её неосторожного поведения.

## В ролях
| Актёр            | Роль                                |
| ---------------- | ----------------------------------- |
| Анна Пэкуин      | Лиза Коэн                           |
| Дж. Смит-Камерон | Джоан, мать Лизы                    |
| Мэтт Деймон      | мистер Аарон, учитель математики    |
| Марк Руффало     | Джеральд Маретти, водитель автобуса |
| Мэттью Бродерик  | Джон, учитель литературы            |
| Эллисон Дженни   | Моника Паттерсон, погибшая женщина  |
| Жан Рено         | Рамон, ухажёр Джоан                 |
| Оливия Тирлби    | Моника                              |
| Киран Калкин     | Пол, любовник Лизы                  |
| Джинни Берлин    | Эмили, подруга погибшей             |
| Розмари Деуитт   | миссис Марретти, жена Джеральда     |

## Награды и номинации
- 2012 — приз ФИПРЕССИ на кинофестивале Viennale.
- 2012 — номинация на премию Национального общества кинокритиков США за лучшую женскую роль второго плана (Джинни Берлин).
- 2012 — премия Лондонского кружка кинокритиков лучшей актрисе года (Анна Пэкуин), а также номинация в категории «Сценарист года» (Кеннет Лонерган).

## Критика
Обозреватель портала Allmovie, отмечая, что режиссёр Кеннет Лонерган планировал выпустить фильм ещё на час длиннее, пишет: «Проблема с „Маргарет“ в том, что она слишком старается охватить слишком много материала, а Лонергану, несмотря на его писательский талант, пришлось сократить свой сценарий. В фильме нет центральной идеи, поэтому он становится громоздкой смесью социального комментария, психологической драмы, семейной дисфункции и даже оперы». По мнению критика, то, что оставляет ленту «на плаву», — это уверенная, притягательная игра Анны Пэкуин.
Кинокритик и режиссёр Никита Лаврецкий приводит «Маргарет» в качестве одного из примеров использования постиронии в кинематографе 2010-х годов: «Это кино со сложной судьбой на момент выхода многие списали в утиль, но на самом деле речь идет об одном из самых тщательно сконструированных шедевров десятилетия... Важные сюжетные линии быстро сворачиваются на втором плане, и все, что остается, — это странным образом смешащие постироничные парадоксы жизни и легкая грусть от осознания узких границ собственной осведомленности».